# Kenji Oba
Pour les articles homonymes, voir Kenji Ōba.
Kenji Oba (大場 健史, Oba Kenji) est un footballeur japonais né le 14 août 1967 dans la préfecture de Kanagawa au Japon.c'est un latéral de 1m74 très rapide est technique 